# 동진중학교
동진중학교(東鎭中學校)는 대한민국 경상남도 창원시 진해구 자은동에 있는 공립 중학교이다.

## 학교 연혁
- 1982년 12월 26일 : 동진중학교 설립 인가(15학급)
- 1983년 3월 1일 : 동진중학교 개교
- 2023년 1월 3일 : 제38회 졸업장 수여(198명) [졸업생 총 수 12,091명]
- 2023년 3월 1일 : 제20대 정경희 교장 취임
- 2023년 3월 2일 : 2023학년도 200명 입학(7학급)

## 참고 자료
- 동진중학교 - 한국교육학술정보원 학교알리미